# Tahnée Seagrave
Pour les articles homonymes, voir Seagrave.
Tahnée Seagrave, née le 15 juin 1995, est une coureuse cycliste britannique, spécialiste de VTT de descente. De 2015 à 2024, elle termine régulièrement dans les 5 premières places du classement général de la Coupe du monde et remporte 11 manches.

## Biographie

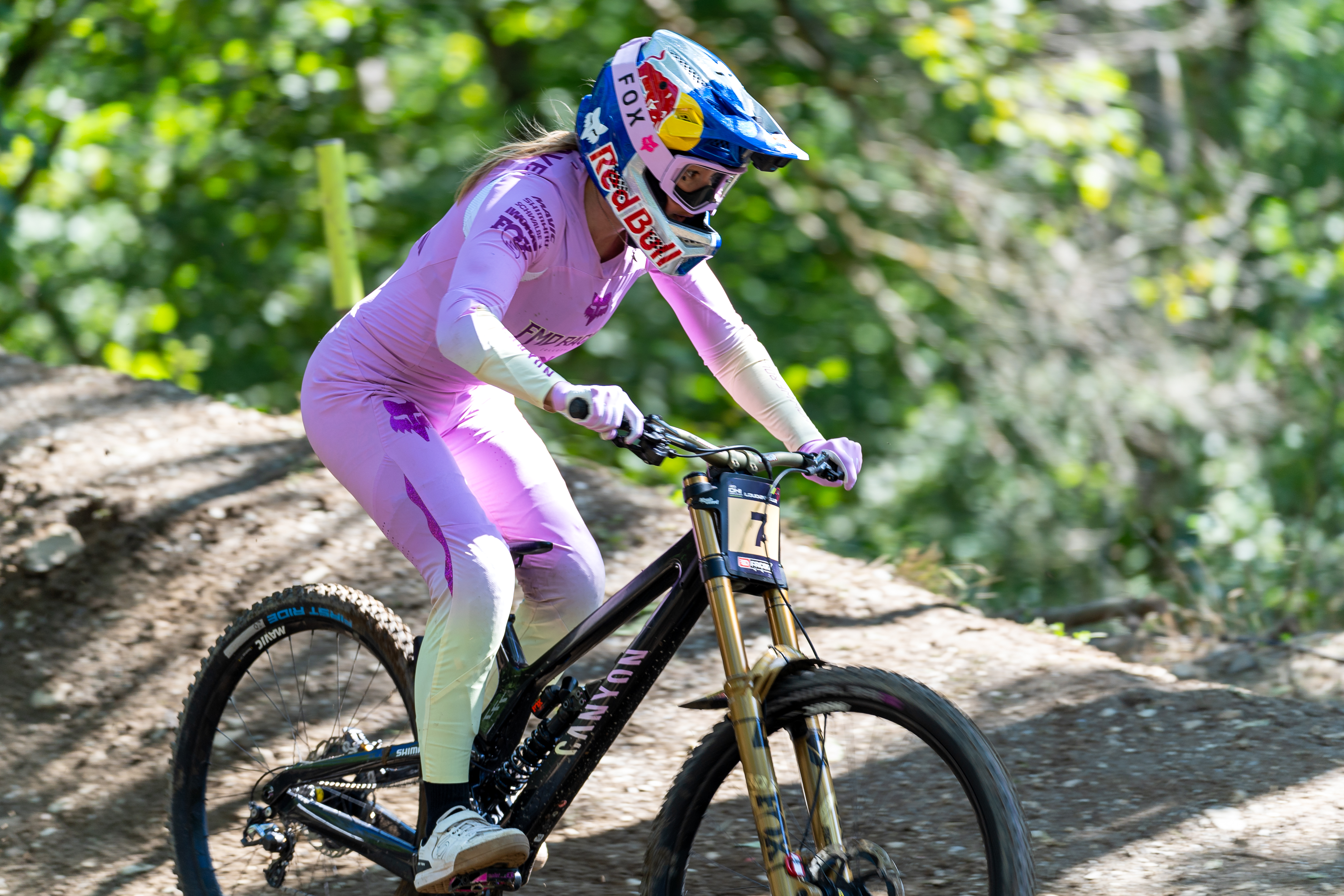
Tahnée Seagrave à Loudenvielle en 2024.

Seagrave est née dans le sud de Londres, puis a déménagé à Morzine, en France, avec ses parents à l'âge de huit ans. Après avoir côtoyé des vététistes professionnels dans le chalet de ses parents, Seagrave s'est intéressée au VTT et a commencé à concourir. Son frère, Kaos Seagrave, est aussi un vététiste. Tahnée Seagrave a ensuite déménagé au Pays de Galles.
En 2013, elle devient championne du monde de descente juniors (moins de 19 ans), un an après avoir pris la deuxième place. En 2014, elle est médaillée de bronze de la descente pour ses débuts aux mondiaux élites. En 2017 et 2018, elle se classe deuxième du général de la Coupe du monde de descente en remportant trois manches lors de chaque saison. En 2018 et 2019, elle est médaillée d'argent aux championnats du monde.
En 2020, Seagrave subit des blessures, notamment plusieurs os cassés, avant le début de la saison. En 2022, elle se classe quatrième de la première manche de Coupe du monde à Lourdes. Elle contracte ensuite le Covid, puis est victime d'une lourde chute entrainant une commotion cérébrale. Des symptômes post-commotion l'empêche de concourir à nouveau lors de la saison 2022.

## Palmarès en descente VTT

### Championnats du monde
- Leogang 2012
  -  Médaillée d'argent de la descente juniors
- Pietermaritzburg 2013
  -  Championne du monde de descente juniors
- Lillehammer-Hafjell	 2014
  -  Médaillée de bronze de la descente
- Lenzerheide 2018
  -  Médaillée d'argent de la descente
- Mont Saint-Anne 2019
  -  Médaillée d'argent de la descente
- Val di Sole 2021
  - 5e de la descente
- Pal Arinsal 2024
  -  Médaillée de bronze de la descente

### Coupe du monde
- Coupe du monde de descente
  - 2015 : 3e du classement général
  - 2016 : 4e du classement général
  - 2017 : 2e du classement général, vainqueur de 3 manches
  - 2018 : 2e du classement général, vainqueur de 3 manches
  - 2019 : 12e du classement général, vainqueur d'une manche
  - 2020 : 5e du classement général
  - 2021 : 4e du classement général, vainqueur d'une manche
  - 2022 : 17e du classement général
  - 2023 : 6e du classement général
  - 2024 : 3e du classement général, vainqueur d'une manche